# Kościół Zjednoczony w Australii

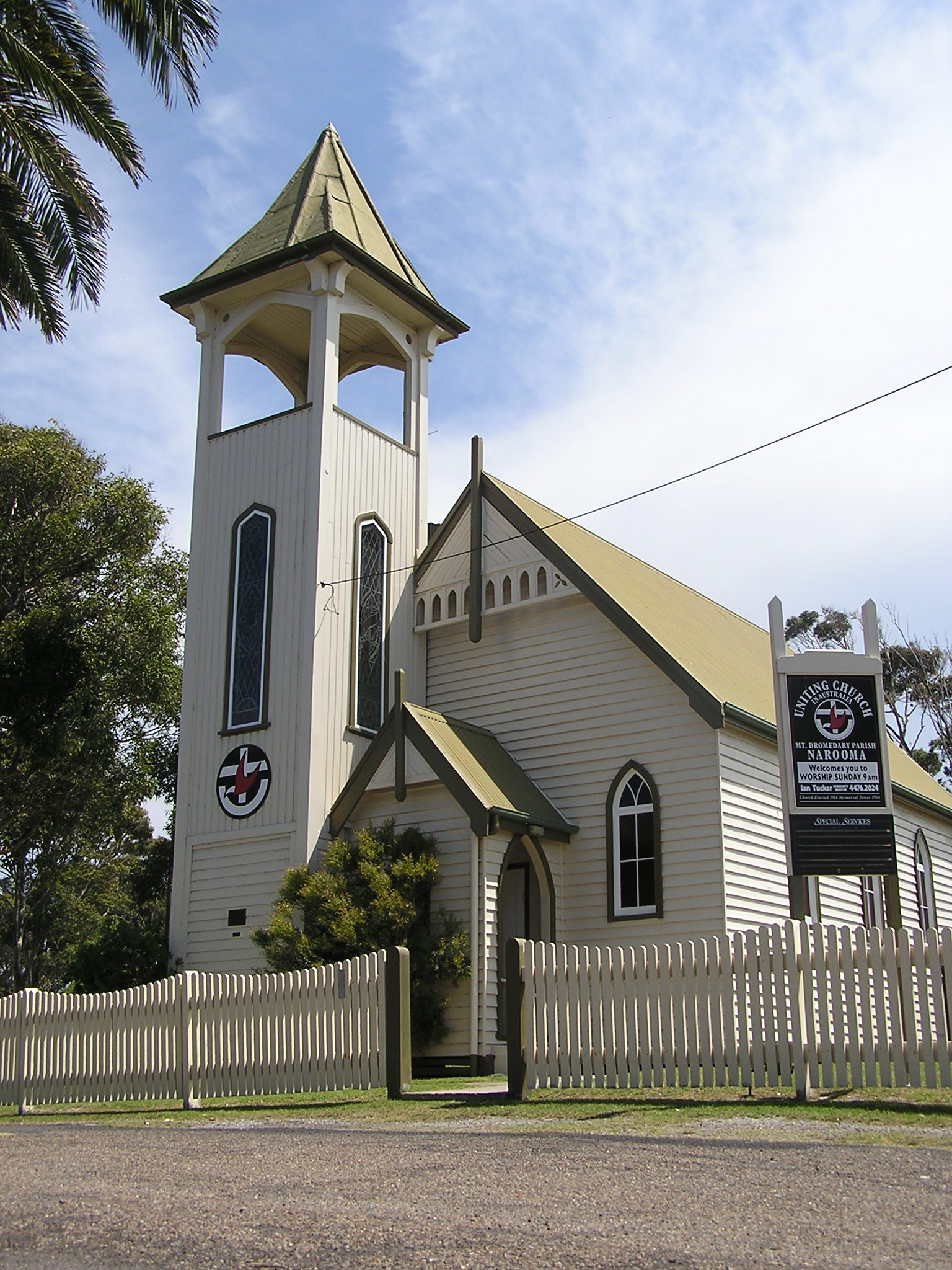
Kościół Zjednoczony w Narooma.

Kościół Zjednoczony w Australii (UCA) – został utworzony 22 czerwca 1977 z połączenia wielu australijskich zborów metodystycznych, Kościoła Prezbiteriańskiego Australii i Unii Kongregacjonalnej Australii.
Jest trzecią co do wielkości denominacją chrześcijańską w Australii (po katolicyzmie i anglikanizmie). Kościół Zjednoczony ma około 243 000 członków w 2500 zborach. Według Narodowego Spisu Powszechnego w 2006 roku, 1 135 427 osób identyfikuje się z Kościołem Zjednoczonym.